# جبل الصلو
جبل الصلو وهو جبل يقع جنوب شرق مدينة تعز ويوجد فيه حصن وقلعة الدملؤة التاريخية.